# Pussay
 Pussay  es una población y comuna francesa, ubicada en la región de Isla de Francia, departamento de Essonne, en el distrito de Étampes y cantón de Méréville.

## Demografía
| 1637 | 1600 | 1538 | 1436 | 1494 | 1726 |
| Para los censos de 1962 a 1999 la población legal corresponde a la población sin duplicidades (Fuente: INSEE [Consultar]) |      |      |      |      |      |